# فضيلة الفاروق
فضيلة الفاروق من مواليد (20 نوفمبر 1967 في مدينة آريس بقلب جبال الأوراس، التابعة لولاية باتنة شرق الجزائر).
هي كاتبة جزائرية تنتمي لعائلة ملكمي الثورية المثقفة التي اشتهرت بمهنة الطب في المنطقة، واليوم أغلب أفراد هذه العائلة يعملون في حقل الرياضيات والإعلام الآلي والقضاء بين مدينة باتنة وبسكرة وتازولت وآريس طبعا.

## حياتها ونشأتها
عاشت الكاتبة فضيلة الفاروق حياة مختلفة نوعا ما عن غيرها، فقد كانت بكر والديها، ولكن والدها أهداها لأخيه الأكبر لأنه لم يرزق أطفالا...
كانت الابنة المدللة لوالديها بالتبني لمدة ستة عشرة سنة، قضتها في آريس، حيث تعلمت في مدرسة البنات آنذاك المرحلة الابتدائية، ثم المرحلة المتوسطة في متوسطة البشير الإبراهيمي، ثم سنتين في ثانوية آريس، غادرت بعدها إلى قسنطينة لتعود إلى عائلتها البيولوجية، فالتحقت بثانوية مالك حداد هناك.
نالت شهادة البكالوريا سنة 1987 قسم رياضيات والتحقت بجامعة باتنة كلية الطب لمدة سنتين، حيث أخفقت في مواصلة دراسة الطب الذي يتعارض مع ميولاتها الأدبية، إذ كانت كلية الطب خيار والدها المصور الصحفي آنذاك في جريدة النصر الصادرة في قسنطينة.
عادت إلى جامعة قسنطينة والتحقت بمعهد الأدب وهناك ومنذ أول سنة وجدت طريقها.
فقد فجرت مدينة قسنطينة مواهبها، إنضمت مع مجموعة من اصدقاء الجامعة الذين أسسوا نادي الإثنين والذين من بينهم الشاعر... والناقد يوسف وغليسي وهو أستاذ محاضر في جامعة قسنطينة حاليا، والشاعر ناصر (نصير) معماش أستاذ في جامعة جيجل، والناقد محمد الصالح خرفي مدير معهد اللغة العربية وآدابها بجامعة جيجل، والكاتب عبد السلام فيلالي مدير معهد العلوم السياسية في جامعة عنابة والكاتب والناقد فيصل الأحمر أستاذ بجامعة جيجل...
كان نادي الإثنين ناد نشيط جدا حرك أروقة معهد اللغة العربية وآدابها في جامعة قسنطينة طيلة تواجد هؤلاء الطلبة مع طلبة آخرين في الجامعة، وانطفأت الحركة الثقافية في المعهد بمغادرة هؤلاء للمعهد.
تميزت فضيلة الفاروق بثورتها وتمردها على كل ما هو مألوف، وبقلمها ولغتها الجريئة، وبصوتها الجميل، وبريشتها الجميلة.
حيث أقامت معرضين تشكيليين في الجامعة مع أصدقاء آخرين من هواة الفن التشكيلي منهم مريم خالد التي اختفت تماما من الوسط بعد تخرجها.
غير الغناء في الجلسات المغلقة للأصدقاء التي تغني فيها فضيلة الفاروق أغاني فيروز على الخصوص وفضيلة الجزائرية وجدت فرصة لدخول محطة قسنطينة للإذاعة الوطنية، فقدمت مع الشاعر عبد الوهاب زيد برنامجه آنذاك «شواطئ الانعتاق» ثم بعد سنة استقلت ببرنامجها الخاص «مرافئ الإبداع» وقد استفادت من تجربة اصدقاء لها في الإذاعة خاصة صديقها الكاتب والإذاعي مراد بوكرزازة.
و لأنها شخصية تتصف بسهولة التعامل معها، ومرحة جدا، فقد كونت شبكة أصدقاء في الإذاعة آنذاك استفادت من خبرتهم جميعا، وكانوا خير سند لها لتطوير نفسها،
في الصحافة المكتوبة بدأت كمتعاونة في جريدة النصر، تحت رعاية الأديب جروة علاوة وهبي الذي كان صديقا لوالدها، واصدقاء اخرين له، انتبهوا إلى ثورة قلمها وجرأته وشجاعته المتميزة، وقد أصبحت في ثاني سنة جامعية لها صحفية في جريدة الحياة الصادرة من قسنطينة مع مجموعة من اصدقاء لها في الجامعة.
كانت شعلة من النشاط إذ أخلصت لعملها في الجريدة والإذاعة ودراستها التي أنهتها سنة 1993

## سفرها وشهرتها
سنة 1994 نجحت في مسابقة الماجستير والتحقت من جديد بجامعة قسنطينة ولكنها غادرت الجزائر نهائيا في التاسع من أكتوبر (تشرين الأول) سنة 1995 نحو بيروت التي خرجت من حربها الأهلية للتو.
و في بيروت بدأت مرحلة جديدة من حياتها.
عالم جديد مفتوح وواسع، ثقافات مختلفة.
ديانات مختلفة.
أفق لا نهاية له...
بيروت:
مثل الأفلام تلتقي فضيلة الفاروق بصديقها اللبناني بالمراسلة، والذي راسلته لفترة ثلاث سنوات تقريبا، ويقع في حبها. ومع أنه مسيحي الديانة ويكبرها بحوالي خمسة عشرة سنة، إلا انها تقنعه باعتناق الإسلام، وتغيير دينه، ولا تطلب مهرا لها غير إسلامه، تتزوجه قبل نهاية السنة، وتنجب بعد سنتين إبنهما الوحيد[بحاجة لمصدر].
و لكنها في بيروت تصطدم بثقافة الآخر، التي لم تعشها في مجتمعها ذي الثقافة الأحادية والدين الواحد والحزب الواحد أيضا.
المجتمع اللبناني له تركيبة مختلفة، عانت لتدخل وتتغلغل فيها.
و لعل محطة «الشاعر الكبير والمسرحي بول شاوول» هي أهم محطة في حياتها في بيروت، فقد كان اليد الأولى التي امتدت لها ودعمتها الدعم الفعلي والإيجابي لتجد مكانا لها وسط كل تلك الأقلام والأدمغة التي تعج بها بيروت.
جمعتها صداقة متينة ومتميزة مع شاوول، جعلتها تستعيد ثقتها بنفسها وتدخل معترك الكتابة من جديد.
في نهاية 1996 التحقت بجريدة الكفاح العربي...
و مع أنها عملت لمدة سنة فقط في هذه الجريدة إلا أنها كونت شبكة علاقات كبيرة من خلالها وفتحت لنفسها أبوابا نحو أفق بيروت الواسع...
نشرت أعمالها " لحظة لاختلاس الحب" سنة 1997 ومزاج مراهقة" سنة 1999 بدار الفرابي بيروت على نفقتها الخاصة.
ثم كتبت تاء الخجل وأرادت أن ترقى بها إلى درجة ارفع، فطرقت بها أبواب دور نشر كثيرة في بيروت ولكنها رفضت.
ظلت هذه الرواية بدون ناشر لمدة سنتين مع أنها ناقشت موضوع الاغتصاب من خلال مجتمعنا العربي وقوانينه، ثم عرضت بألم كبير معاناة النساء المغتصبات في الجزائر خلال العشرية السوداء، ولكن الكتابة عن كل ما هو جنسي لم تكن مرغوبة في ذلك الوقت، خاصة حين يكون الاغتصاب الذي يدين الرجل والمجتمع والقانون الذي فصله الرجل على مقاساته[انحياز].
ظلت الرواية تتجول وترفض إلى أن قدمتها لدار رياض الريسن وقرأها الشاعر والكاتب عماد العبد الله، الذي رشحها للنشر مباشرة، ودعم فضيلة الفاروق دعما قويا تشهد له هي شخصيا. الرواية أهتم بها نقاد من الوزن الثقيل مثل الكاتبة غادة السمان، والدكتور جابر عصفور الذي حرص على دعوتها لملتقى الرواية في القاهرة، والكاتب واسيني الأعرج الذي عرف بأعمالها في باريس واقترحها لتدعى لملتقى باريس للسرد الروائي، كما كتب عنها مقالات مهمة باللغة الفرنسية في جريدة الوطن الصادرة باللغة الفرنسية في الجزائر[بحاجة لمصدر]...
بلوغها دار رياض الريس جعل اسمها يعرف على نطاق أوسع...
و تعد اليوم من بين الروائيات الأمازيغيات باعتبارها من آريس ولاية باتنة والتي بها أمازيغ يدعون الشاويّة، نستطيع القول أنها أمازيغية ذات بعد عربي ومن المتميزات جدا[انحياز]، كونها تناقش قضايا هامة في المجتمع العربي، ولها آراء جد مختلفة وأحيانا صادمة.
تنادي يتعايش الأديان، والمساواة بين الرجل والمرأة، وتدين الحروب بكل أنواعها.
نشرلها بعد تاء الخجل، روايتها اكتشاف الشهوة سنة 2005
و رواية أقاليم الخوف سنة 2010 وهي جميعها صادرة عن دار رياض الريس ببيروت
ترجمت تاء الخجل إلى اللغتين الفرنسية والإسبانية، وترجمت مقاطع منها إلى الإيطالية[بحاجة لمصدر]

## من آريس إلى بيروت
من آريس في جبال الأوراس شرق الجزائر إلى عاصمة الثقافة العربية بيروت، رحلة شاقة وصعبة ولكنها جميلة للكاتبة فضيلة الفاروق.